# ビラルデボス

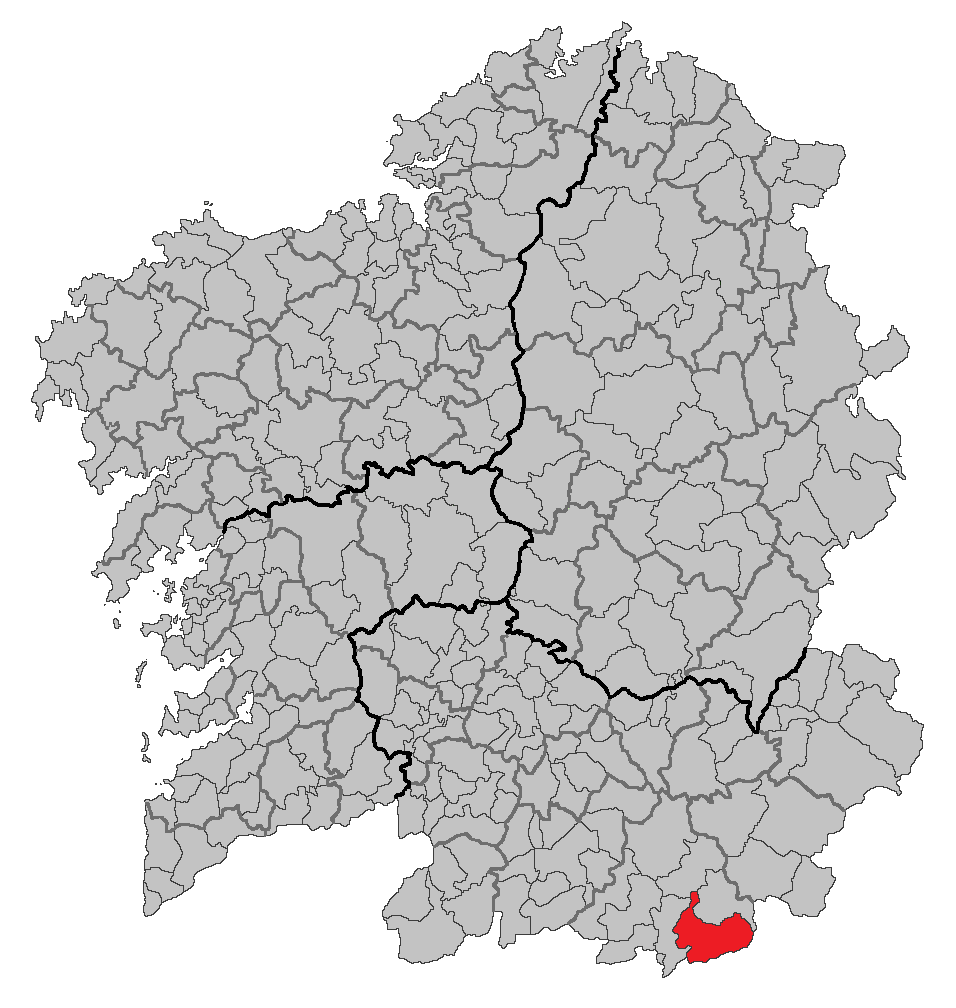

ビラルデボス（Vilardevós）はスペイン、ガリシア州、オウレンセ県の自治体で、コマルカ・デ・ベリンに属する。ガリシア統計局によると、2011年の人口は2,182人（2010年：2,256人、2009年：2,324人、2004年：2,633人、2003年：2,693人）。住民呼称は、男女同形のvilardexense。カスティーリャ語表記はVillardevós（ビジャルデボス）。
ガリシア語話者の自治体人口に占める割合は98.76%（2001年）。

## 地理
ビラルデボスはオウレンセ県の南東部に位置し、コマルカ・デ・ベリンに属する。北はカストレーロ・ド・バル、リオス、西はベリンの各自治体と接し、東から南にかけてはポルトガルとの国境を形成する。
ビラルデボスはベリン司法管轄区に属す。

### 人口
住民は12の教区の29の地区（集落）に居住する。
| ビラルデボスの人口推移 1900－2010                       |
|                                                         |
| 出典:INE（スペイン国立統計局）1900年 - 1991年、1996年 - |

## 歴史
この地域には古くから人々が定住していたことが、ビラルデボス教区の古墳やカストロ・デ・フロルデレイなどの遺跡からうかがうことができる。また、スペインとポルトガルの国境地帯にあるため、過去には両国の国家関係の影響を直接的に受けることもあった。1569年にはポルトガル軍がこの地に侵入、ア・グディーニャまで侵攻した。このことによってビラルデボスは多くの被害を受けた。旧体制下（1833年以前）ではモンテレイ伯の支配権の下にあった。

## 政治
自治体首長はガリシア国民党（PPdeG）のマヌエル・カルドーソ・ペレス（Manuel Cardoso Pérez）、自治体評議員はガリシア国民党：6、ガリシア社会党（PSdeG-PSOE）：5となっている（2011年5月22日の自治体選挙結果、得票順）。
| 1999年6月13日自治体選挙 |        |        |          |
| 政党                    | 得票数 | 得票率 | 獲得議席 |
| PSdeG-PSOE              | 1,071  | 54.61% | 6        |
| PPdeG                   | 645    | 32.89% | 4        |
| BNG                     | 176    | 8.98%  | 1        |
| DG                      | 59     | 3.01%  | 0        |

| 2003年5月25日自治体選挙 |        |        |          |
| 政党                    | 得票数 | 得票率 | 獲得議席 |
| PSdeG-PSOE              | 992    | 49.35% | 6        |
| PPdeG                   | 935    | 46.52% | 5        |
| BNG                     | 79     | 3.93%  | 0        |

| 2007年5月27日自治体選挙 |        |        |          |
| 政党                    | 得票数 | 得票率 | 獲得議席 |
| PSdeG-PSOE              | 1,016  | 53.22% | 6        |
| PPdeG                   | 737    | 38.61% | 4        |
| BNG                     | 155    | 8.12%  | 1        |

| 2011年5月22日自治体選挙 |        |        |          |
| 政党                    | 得票数 | 得票率 | 獲得議席 |
| PPdeG                   | 819    | 47.01% | 6        |
| PSdeG-PSOE              | 810    | 46.50% | 5        |
| BNG                     | 103    | 5.91%  | 0        |

## 教区
ビラルデボスは12の教区に分けられる。
- アルサデゴス（サンタ・バイア）
- ベランデ（サン・バルトロメウ）
- エンシャーメス（サン・ショアン）
- フマーセス・エ・ア・トレパ（サンタ・マリーア）
- モイアルデ（サンタ・マリーア）
- オソーニョ（サン・ペドロ）
- サンタ・マリーア・デ・トラセイレーシャ（サンタ・マリーア）
- ソウトウチャーオ（サンタ・マリーア）
- テローソ（サンタ・クルス）
- ビラール・デ・セルボス（サン・ビセンテ）
- ビラルデボス（サン・ミゲル）
- ビラレージョ・デ・コタ（サンタ・マリーア）